# Victor Popov
Pour les articles homonymes, voir Popov.
Victor Nikolaevich Popov (russe : Ви́ктор Никола́евич Попо́в, né le 27 octobre 1937 en Russie, mort en avril 1994) était un  théoricien de la physique russe. Il a fait ses études supérieures à l’Université d'État de Saint-Pétersbourg. Il a ensuite  travaillé au Département de Saint-Pétersbourg de l’Institut de mathématiques Steklov de l’Académie russe des sciences. Il est réputé pour sa contribution à la quantification des théories de jauge non abéliennes.  Ses travaux avec Ludvig Faddeev sur ce sujet introduisirent les objets fondamentaux désormais dénommés "fantômes de Faddeev–Popov".

## Sélection de travaux
- (en) L. D. Faddeev et V. N. Popov, « Feynman diagrams for the Yang-Mills field » [« Diagrammes de Feynman pour le champ de Yang-Mills »], Physics Letters B, vol. 25,‎ 1967, p. 29 (DOI 10.1016/0370-2693(67)90067-6, Bibcode 1967PhLB...25...29F).